# 約西皮夫卡 (希里亞葉韋區)
47°25′10″N 30°14′21″E / 47.41944°N 30.23917°E
約西皮夫卡（烏克蘭語：Йосипівка）是位於烏克蘭西南部的村莊，由敖德萨州贝雷济夫卡区的希里亞耶韋市鎮負責管轄。該村始建於1830年，面積0.39平方公里，海拔高度163米，2001年人口105，人口密度每平方公里269.23人。